# Claude Magnier
Claude Magnier (París, 20 de gener de 1920 - 22 de juny de 1983) fou un dramaturg i guionista cinematogràfic francès.

## Obra dramàtica
Comèdies teatrals
- 1956. Monsieur Masure.
- 1958. Oscar.
- 1959. Blaise.
- 1963. Léon ou la bonne formule. Estrenada al Théâtre de l'Ambigu-Comique de París.
- 1968. Où étiez-vous quand les lumières se sont éteintes?.
- 1970. Herminie. Estrenada al Théâtre des Nouveautés de París.
- 1989. Pâquerette. Estrenada al Théâtre de la Michodière de París.

Guions cinematogràfics
- 1960. Réveille-toi, chérie.
- 1967. Oscar, amb Louis de Funès d'actor protagonista.
- 1971. Jo, amb Louis de Funès d'actor protagonista.
- 1991, L'Embrouille est dans le sac.

## Traduccions al català
- Les maletes del senyor Vernet. Estrenada al teatre Guimerà de Barcelona, l'any 1959. Va ser el debut teatral de l'actor Josep Maria Flotats
- Òscar, una maleta, dues maletes, tres maletes. Protagonitzada per Joan Pera i estrenada al Teatre Condal de Barcelona, el 9 de març de 2007.